# Belica (Croazia)
Belica  è un comune della Croazia di 3 509 abitanti della Regione del Međimurje.